# Interactive Response Technology
Unter dem Oberbegriff Interactive Response Technology (IRT) wurden ursprünglich Technologien zusammengefasst, welche die Verfügbarkeit von Medikationen während klinischer Studien an den Testzentren optimierten. Inzwischen wurden weitere Anwendungsgebiete wie z. B. die Aktualisierung des Haltbarkeitsdatums einer Medikation oder die in Notfällen verfrühte Aufdeckung der Zuordnung von Patienten zu den einzelnen Untersuchungsgruppen („Entblinden“) während einer laufenden klinischen Studie erschlossen.

## Einführung
Interactive Response Technology (IRT) Systeme werden seit ca. 12–15 Jahren bei der Planung von klinischen Studien eingesetzt und stellen eine Möglichkeit dar, die Versorgung der Studienteilnehmer an den Studienzentren mittels der Testmedikation effizient zu gestalten. Dabei wird zwischen interactive voice response systems (IVRS) basierend auf Interaktionen mittels Telefon und interactive web response systems (IWRS) – Web basierten Systemen – unterschieden, wobei letztere immer mehr in den Vordergrund rücken. IRTs werden zur Randomisierung in einer klinischen Studie verwendet, aber auch um einfach zugängliche Reports und Patiententagebücher (engl. patient diaries) während der klinischen Studien zu generieren. So können Patienten mittels IRT automatisch neuen Gruppen während zweier Phasen einer klinischen Studie zugewiesen werden. Auch adaptive klinische Studien können mittels IRT genauer geplant werden.
Der Weg der Medikation in der Lieferkette (engl. Supply Chain) kann unter Verwendung von IRT genau nachvollzogen werden. So können z. B. Temperaturüberschreitungen während des Versands sowie Fehler während der Lagerung am Studienzentrum mittels IRT überwacht werden.

## Interactive Voice Response Systeme
Bei Sprachdialogsystemen (engl. Interactive Voice Response Systems (IVRS)) wählt der Anrufer eine bestimmte Nummer und wird mit dem Dialogsystem verbunden, welches ihn teilautomatisiert oder vollautomatisiert weiterführt. Diese Systeme sind bereits gut etabliert in anderen IT-Bereichen wie in der Abwicklung von Kundenanrufen bei Callcentern großer Firmen. Voraufgezeichnete Anweisungen führen den Anrufer durch das System, wobei dieser bestimmte angebotene Optionen durch Drücken der entsprechenden Ziffer am Telefon auswählen kann und so weitergeleitet wird. Nach Abschluss der Dateneingabe wird dem Anrufer eine Referenznummer für zukünftige Interaktionen zugewiesen. IVRS kann z. B. verwendet werden, um die Verteilung der Testmedikationen an Studienzentren je nach Bedarf zu steuern. Vorteile liegen unter anderem in der Vereinfachung der Arbeitsabläufe und somit Zeit- und Kosteneinsparungen sowie in der geringeren Fehleranfälligkeit.

## Interactive Web Response Systems
Bei interaktiven Web-basierten Dialogsystemen (engl. Interactive Web Response Systems (IWRS)) bildet der Webbrowser neben E-Mail Services die Grundlage für den Austausch mit dem System. Dieses System bietet ähnliche Möglichkeiten wie IVRS, jedoch können noch mehr Details wiedergegeben werden.

## Anbieter von IRT-Systemen
Der globale Marktwert von IRT-Angeboten lag im Jahr 2009 bei 250 Millionen US-Dollar, wobei Wachstumsraten von ca. 15 % erzielt wurden. Bedeutende Anbieter von IRT-Systemen sind unter anderem, 4G Clinical, DDi, Oracle Health Sciences, DDi(Drug Development Informatics), BioClinica, eResearch Technology, Inc., Clinipace Worldwide, SAS Institute, Inc., MedidataSolutions, Datatrak International, Inc. und Parexel International Corporation.